# Pseudo Echo
Pseudo Echo — австралийская поп-группа, основанная в Мельбурне в 1982 году. Единственным постоянным музыкантом коллектива на протяжении его существования оставался один из основателей, вокалист и мультиинструменталист Брайан Кэнхем. Победители фестиваля World Popular Song Festival в 1987 году с песней «Take On the World».
Второй студийный альбом группы Love An Adventure, выпущенный в 1985 году, стал платиновым в Австралии.

## История
Ключевые фигуры, стоящие у истоков формирования коллектива — школьные друзья — Брайан Кэнхем и Пьер Джильотти. Позднее, к ним присоединились барабанщик Энтони Аргиро и второй гитарист Тони Лигтон. Именно при этом составе через 2 года, в 1984-м и был издан дебютный студийный альбом под названием Autumnal Park, в США и Канаде издававшийся под одноимённым названием Pseudo Echo. Пластинка имела успех, 13 недель провела в чартах Новой Зеландии; одна из композиций была использована в кинофильме Пятница, 13-е: Новое начало.
Перед выходом следующего альбома, состав коллектива изменился — Тони Лугтон покинул группу, а его место занял Джеймс Ли (наст. имя — Джеймс Дингли). В ноябре 1985 выходит 2-й альбом Love An Adventure и становится для музыкантов успехом и прорывом — в Австралии было реализовано более 70 000 копий пластинки и присвоен статус платиновой. В Швеции, этот альбом попал на 21 место в чартах, проведя в них 3 недели.
Пиком успеха для группы становится их 3-й студийный альбом Race, вышедший в 1988 году. На нём, музыканты несколько отошли от сложившегося стиля новой волны и синти-поп, характерного для предыдущих работ и перешли в более утяжеленное рок-звучание.
Альбом занял 32-е место в австралийских чартах и провёл в них 6 недель.
Год спустя, коллектив распадается. Воссоединение состоялось в марте 1998 года.
1 октября 2012 вышел первый за последнее десятилетие сингл группы Fighting The Tide с предстоящего альбома Ultraviolet, изданного 1 апреля 2014 года.

## Дискография

### Студийные альбомы
- Autumnal Park (1984)
- Love An Adventure (1985)
- Race (1988)
- Teleporter (2000)
- Ultraviolet (2014)

### Концертные альбомы
- Autumnal Park — Live (2005)
- Live at the Viper Room (2015)

### Синглы
- Listening (1983)
- Stranger In Me (1984)
- A Beat For You (1984)
- Dancing Until Midnight (1984)
- Don't Go (1985)
- Love An Adventure (1985)
- Living In A Dream (1985)
- Take On The World (1987)
- Fooled Again (1988)
- Over Tomorrow (1989)
- Fighting The Tide (2012)
- Suddenly Silently (2012)

### Компиляции
- Long Plays 83-87 (1987)
- Best Adventures(1995)
- The 301 Demo Sessions (2005)
- The Essential (2008)

### Видео
- Pseudo Flicks (1990)

## Участники

### Текущий состав
- Брайан Кенхэм — вокал, гитара, клавишные (1982—1990, 1998-наши дни);
- Даррен Дэниэлсон — ударные, бек-вокал (1998-наши дни).
- Бен Грейсон — синтезатор (1998-наши дни);
- Саймон Рейнер — бас-гитара (1998-наши дни).

### Бывшие участники
- Пьер Джильотти — бас-гитара, клавишные, синтезатор, бек-вокал (1982—1988);
- Тони Лугтон — гитара, клавишные, бек-вокал (1982—1984);
- Энтони Эргиро — ударные, перкуссия (1982—1984);
- Джеймс Ли — клавишные, бек-вокал (1985—1988);
- Винс Ли — ударные, бек-вокал (1985—1988);
- Тони Физерстоун — ударные (1989—1992);